# Образование в Ростове Великом

## История
Систематическое образование появилось в Ростове в XIII веке, после переезда Григорьевского затвора, естественно, что вплоть до XIX века образование было только духовным. Второй виток образования начинается с приезда Дмитрия Ростовского, он по прибытии в Ростов был удивлен состоянием образования в городе и для этого учредил славяно-греческую школу, в которой сам преподавал. После смерти Дмитрия Ростовского школа перестала существовать. На протяжении XVIII—XIX века в городе работали только уездное училище и церковно-приходские школы. Ситуация начала меняться в начале XX века, когда в 1904 году на базе женской прогимназии была создана Марииненская гимназия, в 1907 году была создана мужская гимназия, на согласование находился вопрос о создании университета, появилось техническое училище. Первым высшим учебным заведением в Ростове стало отделение Московского археологического института, появившееся в 1921 году и закрывшееся в 1922 году. В конце 10-х — начале 20-х годов в городе кроме обычных школ действовали рабфак и педагогический техникум, работавшие на базе бывшей гимназии. В 1928 году в Ростов переехал Московский центральный опытный педагогический техникум имени Н. С. Крупской, ставший впоследствии на несколько десятилетий музыкальным училищем. На данный момент в Ростове 4 школы, одна гимназия, ПТУ, два средних специальных учебных заведения и один филиал вуза. В Спасо-Яковлевском монастыре действует Ярославское духовное училище.

## Вузы
- Филиал ЯГПУ в Ростове

## Средние специальные учебные заведения
- Ростов-Ярославский сельскохозяйственный техникум
- Ростовский педагогический колледж
- Ростовский политехнический техникум

## Школы
| Школа                       | Адрес               | Сайт                             |
| --------------------------- | ------------------- | -------------------------------- |
| Гимназия имени А. Л. Кекина | Моравского д. 6     | http://rostov.edu.yar.ru         |
| Школа №2                    | ул. Революции д. 12 | http://www.76206s002.edusite.ru/ |
| Школа №3                    | ул. Ленинская д. 39 | http://www.76206s003.edusite.ru/ |
| Школа №4                    | 1 Микрорайон д. 27  | http://76206s004.edusite.ru/     |

## Дополнительное образование
- Станция Юных Туристов
- ДЮЦ «Ферон»
- Центр внешкольной работы (ЦВР)

## Исторические образовательные учреждения
- Григорьевский затвор
- Славяно-греческая школа/Славяно-латинская школа/Дмитриевское духовное училище (Ростовская семинария)
- Женская Марииненская гимназия
- Ростовское отделение Московского археологического института

## Известные педагоги

### Славяно-греческая школа
- Дмитрий Ростовский — основатель Славяно-греческой школы в Ростове, в которой и преподавал.

### Гимназия имени А. Л. Кекина
- Моравский, Сергей Павлович — первый директор гимназии, преподаватель истории, сделал большой вклад в распространение наглядных пособий в российских школах.
- Мороховец, Евгений Андреевич — известный историк, преподавал историю.

### Музыкальная школа
- Фраучи, Камилл Артурович — скрипач, гитарист, известный музыкальный педагог.

## Известные учащиеся

### Григорьевского затвора
- Стефан Пермский — создатель письменности коми, первый епископ Пермской епархии.
- Феодорит Кольский — просветитель лопарей.
- Епифаний Премудрый — составитель житий Стефания Пермского и Сергия Радонежского.

### Ростовская семинария
- Дмитревский, Иван Афанасьевич (по одним из данных) — российский актёр, переводчик, педагог, драматург; член Российской академии.
- Розин, Михаил Васильевич — российский педагог, автор одного из первых учебников геометрии в России.

### Гимназия имени А. Л. Кекина
- Домбровский, Виктор Алексеевич — советский астрофизик, первооткрыватель поляризации в оптическом излучение Крабовидной туманности.
- Неусыхин, Александр Иосифович — известный историк-медивист.
- Поспелов, Геннадий Николаевич — советский литературовед-критик, основатель кафедры теории литературы Московского университета имени М.В. Ломоносова.
- Талицкий, Михаил Васильевич — советский археолог, первооткрыватель самой северной стоянки первобытного человека в Европе.